# Леся Українка (портрет Красицького)
«Портрет Лесі Українки» — прижиттєвий портрет української поетеси, написаний художником Фотієм Красицьким у 1904 році на прохання самої письменниці. Відомі два портрети пензля Фотія Красицького — обидва 1904 року.

## Історія створення[1]
Фотій Красицький в 1904 році на прохання Лесі Українки (його доброї приятельки) створив її портрет. Картина писалась з використанням церковних свічок, які давали м'яке освітлення натури. Поетеса позувала, дивлячись на ікону Миколи Чудотворця.
Художник зобразив Лесю Українку виснаженою хворобою, але зі стійким характером. Митець планував продемонструвати портрет поетеси у Львові на виставці творів українських художників, організованій Товариством прихильників української літератури, науки і штуки при підтримці Наукового товариства ім. Шевченка в 1905 році, але організаторам портрет не сподобався — на їхню думку, він був занадто реалістичний. Художник намалював ще один портрет Лесі Українки, де вона зображена біля вікна, а вся кімната залита сонячними променями.
За свідченням сучасників, поетесі більше припав до вподоби перший портрет. У травні 1913 року Леся Українка вирішила повторити його у фотографії. Її кузен Юрій Тесленко-Приходько зробив знімок, який став останнім прижиттєвим зображенням Лесі Українки.
Перший портрет Лесі Українки роботи Фотія Красицького нащадки митця у 2015 році передали до Музею Однієї Вулиці в Києві. Другий зберігається в Літературно-меморіальному музеї Лесі Українки в Києві.

Портрет Лесі Українки (перший)

## Леся Українка і Фотій Красицький[2]
І Фотій Красицький, і Леся Українка навчалися у Рисувальній школі Мурашка і були учнями Миколи Пимоненка. Фотій Красицький був із роду Тараса Шевченка (його батько — син сестри поета Катерини). Скоріше за все, художник познайомився з Лесею в Миколи Лисенка, коли працював над постановкою його опери-казки «Коза-дереза», режисером якої була Леся. З того часу Красицький почав бувати в родині Косачів-Драгоманових, зокрема у Зеленому Гаю, дачі на околиці Гадяча, спеціально збудованій Оленою Пчілкою для Лесі. Поетеса часто згадує Фотія Красицького у листах, називаючи його просто Фотя.

У Зеленому Гаю у 1904 році Фотій Красицький намалював портрет Лесі Українки (другий), який експонувався 1905 року у Львові на виставці. Ю. Панькевич у статті «Про виставу» («Діло», 1905, № 72) відзначав, що портрет Лесі Українки пензля Фотія Красицького був особливо помітним. І. Труш також високо оцінив цей портрет:
«З виставлених визначався на нашій виставі найбільше портрет Лесі Українки, мальований в plain-air'і (в повнім світлі, надворі). Постава, вираз… просто знамениті!» 